# Doubravice (zámek, okres Šumperk)
Doubravice je zámek ve stejnojmenné obci v okrese Šumperk zhruba 5 km jihovýchodně od Mohelnice, dnes je již částečně zchátralý.
První písemná zpráva o místní tvrzi pochází z roku 1382, kdy byla v majetku vladyky Hynka ze Žeranovic. Později se stala střediskem malého panství, jehož majitelé se často střídali. Tvrz byla zničena za bojů mezi markrabaty Joštem a Prokopem, kdy v roce 1405 zpustošil Doubravice litovelský hejtman Přibík z Odlochovic. V roce 1448 se již uvádí jako pustá a tehdy ves s tvrzištěm koupil Hynek z Rokytnice, který ji následně daroval Janu ze Slavíkovic.
Kolem roku 1450 byl majitelem Doubravice Jan Bítovský ze Slavíkovic. V 1. polovině 16. století zde obnovili Bítovští ze Slavíkovic renesanční tvrz, protože Václav Záviš, zvaný starší Bítovský (†1553) na ní opět sídlil. Bítovští ze Slavíkovic drželi Doubravici až do roku 1624, kdy ji Anna ze Zástřizl, rozená Bítovská ze Slavíkovic, na Malenovicích a Loukách, prodala Kateřině Lvové z Rožmitálu. Doubravici držel od roku 1626 manžel Kateřiny Lvové, Zdeněk František Lev z Rožmitálu a Blatné. Zmiňován je tu ještě roku 1631. Třicetiletá válka však znamenala zánik tvrze, roku 1642 byla ves s tvrzí vypleněna švédským vojskem. Z kamenů bývalé tvrze, kterou stará ústní tradice umísťuje do východní části vsi nazývané Prchov, byl prý postaven pozdější doubravický zámek.
Za panství kartuziánského kláštera v Olomouci (1669-1784), který již předtím vlastnil blízké vsi Moravičany, Palonín a později ještě Pavlov, Radnici a Lechovice se Doubravice v 18. století staly sídlem většího panství. Kartuziánský řád byl zrušen v roce 1782 a jeho majetek převzal náboženský fond. Ten prodal Doubravické panství v roce 1807 Fürstenberkům. V části obce zvané Zámčí, postavila kartuziánská vrchnost jednoduchý barokní zámek. Architektonicky bezvýznamný zámek zřejmě sloužil jako sídlo správy panství a jeho hospodářským potřebám. V roce 1869 dal olomoucký arcibiskup Bedřich z Fürstenberka (1853-1892) zámeckou budovu k dispozici Prvnímu moravskému vyššímu hospodářskému ústavu (odborná zemědělská škola), který po čase zanikl.
V letech 1869-1876 byla v zámku umístěna sladovna. Poslední majitelé hrabata Dubští z Třebomyslic (1901-1945) užívali zámek jako skladiště, po určitou dobu také jako dřevařskou továrnu.